# Hiéroglyphe égyptien A36
Le hiéroglyphe égyptien A36 (homme debout filtrant de la bière), est classifié dans la section A « L'Homme et ses occupations » de la liste de Gardiner ; il y est noté A36.

## Représentation
Il représente un homme debout, penché sur un vase dans lequel il filtre de la bière. Il est translittéré ˁfty.

## Utilisation
| a · f | t · Z4 | A36 |

| a · f | t · Z4 | A36 |

| A37 |

| A37 |

(homme debout dans une jarre).